# Johan Lizelius
Johan Lizelius (Lithzell), född 1755, död 1825, var en svensk organist, domkyrkoorganist och director musices i Uppsala 1788–1790.